# レベッカ・マッキノン
レベッカ・マッキノン（Rebecca MacKinnon, 1969年9月16日 - ）は、アメリカ合衆国のジャーナリスト、ブロガーである。CNNの元記者で北京支局長、のちには東京支局長を務めた。CNNを離れた後は、グローバル・ボイス・オンラインの共同設立者に名を連ね、2011年現在は、権威主義国家によるインターネット上の検閲に対抗する組織、Global Network Initiative（GNI）の理事、及び報道の自由を擁護する団体である、ジャーナリスト保護委員会（Committee to Protect Journalists, CPJ）の理事をそれぞれ務め、シンクタンクの新米国研究機構（New America Foundation, NAF）のバーナード・シュワルツ・シニア・フェローの肩書きを持つ。
2007年に彼女が書いたカリキュラム・ヴァイティーによると、語学に関して、北京官話は流暢に話せるが、日本語は「過去の遺物」（survival）となっており、ロシア語とフランス語は学業として修得したものであるとのことである。
2012年に、「インターネットの自由を守るための世界規模の闘争」（The Worldwide Struggle for Internet Freedom）との副題が付いた"Consent of the Networked"（意味は、『ネットワーク化された社会における合意形成』）という書籍を刊行する予定である。

## 生い立ち

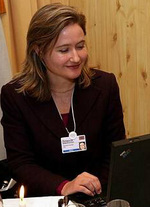
ブログの執筆中。

1969年、バークレー生まれ。彼女が3歳になった時、大学教授を務める父スティーヴン・R・マッキノン（Stephen R. MacKinnon）がアリゾナ州立大学で中国史を教えることとなり、一家はアリゾナ州テンピに引っ越した。その後両親の学術研究のため、彼女は小学生の間、デリー、香港、及び北京でほとんど過ごすこととなり、その後、中高一貫校に通うためアリゾナに戻った。1987年にテンピ・ハイスクールを卒業し、ハーバード大学に入学、その後1991年に政治学を優の成績で修め、学士号を得た（B.A. magna cum laude in Government）。卒業後はフルブライト奨学生となり台湾へ渡り、同時にニューズウィーク誌のストリンガー（記事単位で取材契約を請け負う特派員）として取材活動も行っていた。

## CNN
彼女は1992年にCNNの北京支局長補佐として同入社、その後出世し、1997年からはプロデューサー/特派員として、そして1998年からは北京支局長を務めた。2001年、彼女は東京支局長となった。この間、世界的に有名な政治指導者らにインタビューを行っており、小泉純一郎、ダライ・ラマ14世、パルヴェーズ・ムシャラフ、及びモハンマド・ハータミーらとの会見がその一例である。

## 近況

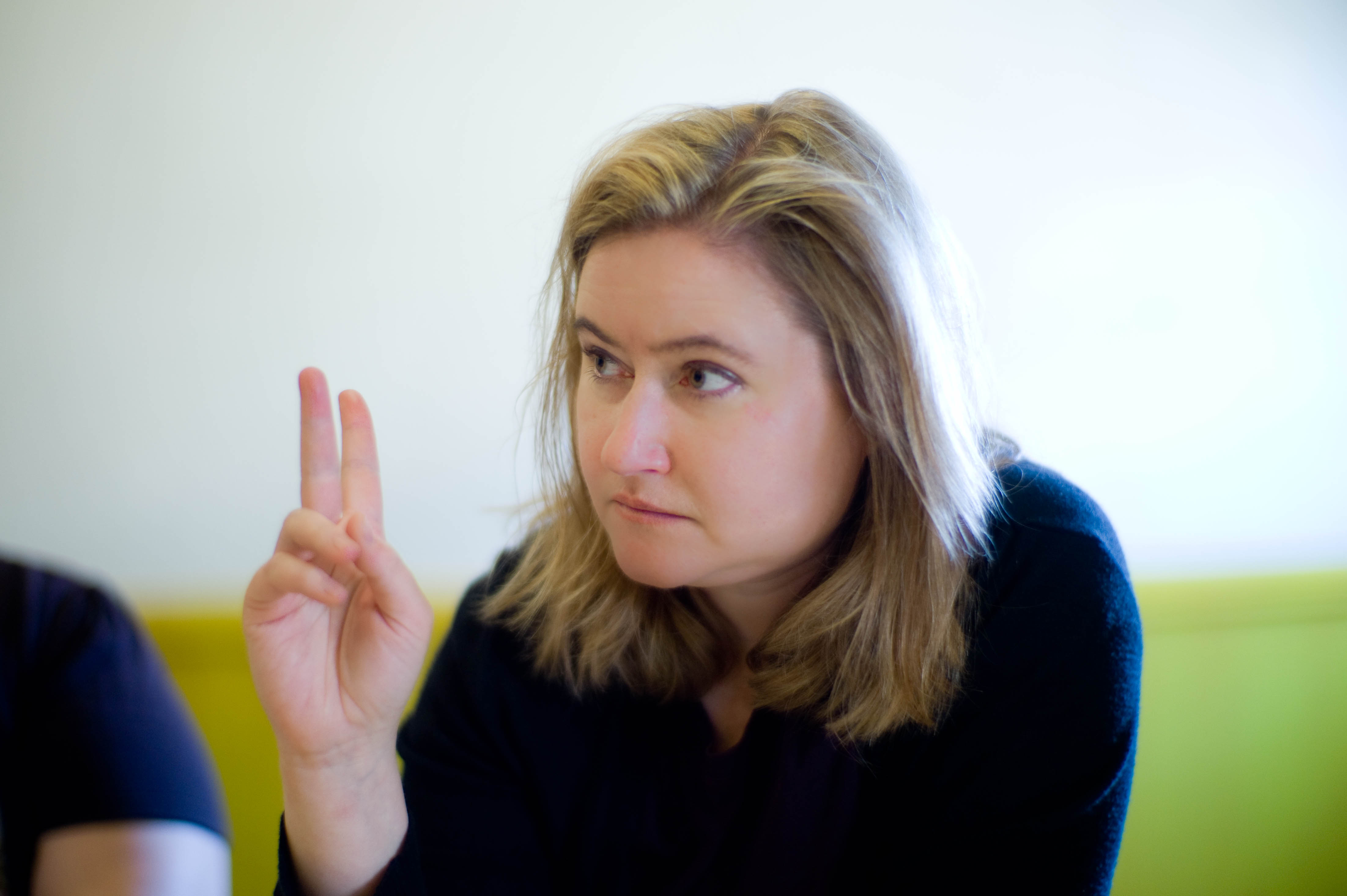
2010年

2004年の春季からは、ハーバード大学、ケネディ・スクール・オブ・ガバメントの付属機関であり、公共政策学を専門に扱うJoan Shorenstein Center on the Press, Politics and Public Policyに所属し、そのフェローを務めていた。
同年夏季から2006年12月まで、ハーバード・ロー・スクールの付属機関であり、サイバースペースにおけるメディア・政策研究を担うバークマン・センターのリサーチ・フェローを務めた。バークマン・センター在籍中に行った彼女のプロジェクトの一つが、イーサン・ザッカーマンと共同で立ち上げた、グローバル・ボイス・オンライン（Global Voices Online）という市民ジャーナリズム・プロジェクトである。
2007年1月から2009年1月までは、香港大学ジャーナリズム及びメディア研究センター（香港大學新聞及傳媒研究中心）に在籍した。
2009年2月から2010年1月までは、ジョージ・ソロス設立のオープン・ソサエティ財団からグラントが支給される、オープン・ソサイエティ・フェロー（Open Society Fellow）に採用され、この間研究執筆活動を行った。
その後にあたる2010年2月、プリンストン大学のCenter for Information Technology Policyに客員フェローの肩書きで入所し、インターネット時代における自由の将来像について述べる書籍を執筆している。また同年9月からは新米国研究機構のフェローも務める。
彼女は2007年1月に発足したウィキメディア財団の第一期の顧問委員に名を連ねている。